# 周涛 (新疆作家)
周涛（1946年—2023年），中国当代作家。曾任新疆文联副主席、新疆作协副主席等职。主要作品有诗集《神山》、《野马群》，散文集《稀世之鸟》、《游牧长城》等。

## 生平
周涛1946年生于山西潞城县马场村，幼时随父母移居北京，9岁时迁至新疆。1965年考入新疆大学中文系，在校期间尝试文学创作，其早期诗作《愉快地接受国家的挑选》同年发表于《新疆日报》。毕业后，他于1979年进入乌鲁木齐军区创作室，成为职业作家。1986年，他以诗集《神山》获全国第二届新诗奖。1996年以散文集《中华散文珍藏本·周涛卷》获第一届鲁迅文学奖散文奖。2023年11月4日，周涛因心肌梗塞逝世于乌鲁木齐，骨灰撒入天山。

## 创作
周涛早年以创作新诗登上文坛。在诗集《神山》、《野马群》中，他将雄浑的意象与简洁相结合。例如《神山守卫者》中写“它们高大足以支撑天空，却拒绝人类的探视”，以喀喇昆仑山脉暗喻边防战士，传递作者的人文关怀。
1980年代末，周涛转向散文创作。他反对流行的“杨朔体”的八股文，提倡自由表达。如《巩乃斯的马》记叙哈萨克老妇人驯服顽劣的马匹的故事，歌颂个体在严酷环境中爆发的生命力，兼具语言的活泼和哲理的深刻。新疆的自然景物构成了周涛散文的重要描写对象。比如《伊犁秋天的札记》中，“镶着雪山的边儿”的草原、“大绿扫帚把天扫蓝”的白杨林，富于诙谐的地域特色。
周涛70多岁时创作了长篇小说《西行记》。作品带有自传性，展现了20世纪七八十年代新疆的社会图景，反映了一代知识分子的心灵史。